# Palacio Almodóvar
El palacio de Almodóvar es un edificio histórico del casco antiguo de la ciudad de Murcia (Región de Murcia, España), edificado en el siglo XVII entre la calle Trapería y la plaza de Santo Domingo. Fue la sede del Gobierno Civil de la provincia de Murcia hasta el año 1950. 

## Historia
El palacio de Almodóvar está situado entre la plaza de Santo Domingo y la calle Trapería. Desde tiempos medievales esta plaza ha sido el centro de comercio de la ciudad; era conocida antiguamente como la plaza del Mercado, mientras que la Trapería constituía uno de los principales ejes viario de la ciudad. 
El palacio tiene su origen en las casas de los Santa Cruz y de Lucas, que se construyeron adosadas a la muralla de la ciudad, junto a la puerta del Mercado (la que daba acceso desde la Trapería al espacio extra muros que constituía la plaza del Mercado), casas que pasando el tiempo, se vincularon a los apellidos Almodóvar y Melgarejo.
El inmueble actual fue edificado a comienzos del siglo XVII en una zona con presencia de otros palacios nobiliarios (en la Trapería se encontraba la casa de los Celdranes o el palacio de los marqueses de Beniel). 

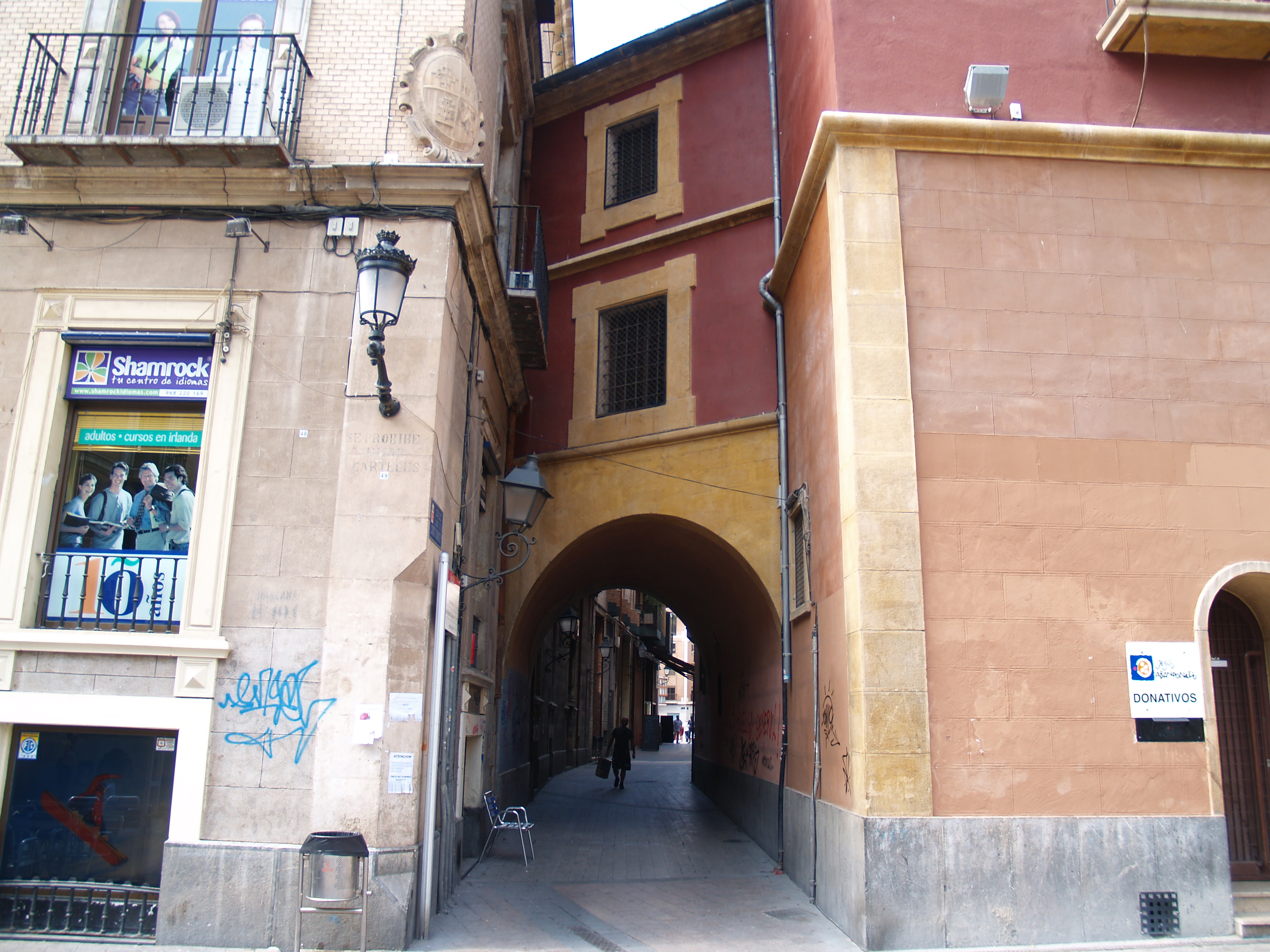
Arco de Santo Domingo entre el palacio Almodóvar y la capilla del Rosario.

Los condes de Almodóvar eran miembros de la Cofradía del Rosario, cuya capilla se encuentra al otro lado de la calle denominada arco de Santo Domingo, por lo que en el siglo XVIII mandaron construir un arco sobre la misma que sirviera de comunicación entre su palacio y la Capilla del Rosario, anexa al Convento de Santo Domingo, evitando así la necesidad de salir a la calle para acudir a los oficios religiosos. El conocido como Arco de Santo Domingo fue edificado por el arquitecto Toribio Martínez de la Vega.
A partir del siglo XIX fue sede del Tribunal de Comercio de Murcia, mientras que en 1870 pasó a acoger el colegio Saavedra Fajardo. En 1890 tomó el relevo el colegio de los Sagrados Corazones. 
El palacio vivió una importante reforma en 1908, ampliándose a costa de una casa que hacía esquina con la calle Serrano Alcázar, manteniéndose la portada, aunque recolocada en la parte central del nuevo edificio resultante. En esas obras se sumó al edificio original un sótano con ventanas y una planta más en donde se localizaba el antiguo desván o cámara, además de dos balcones más a cada lado de la portada.
Fue utilizado como Sede del Gobierno Civil de la provincia de Murcia y comisaría hasta el año 1950.

## Arquitectura

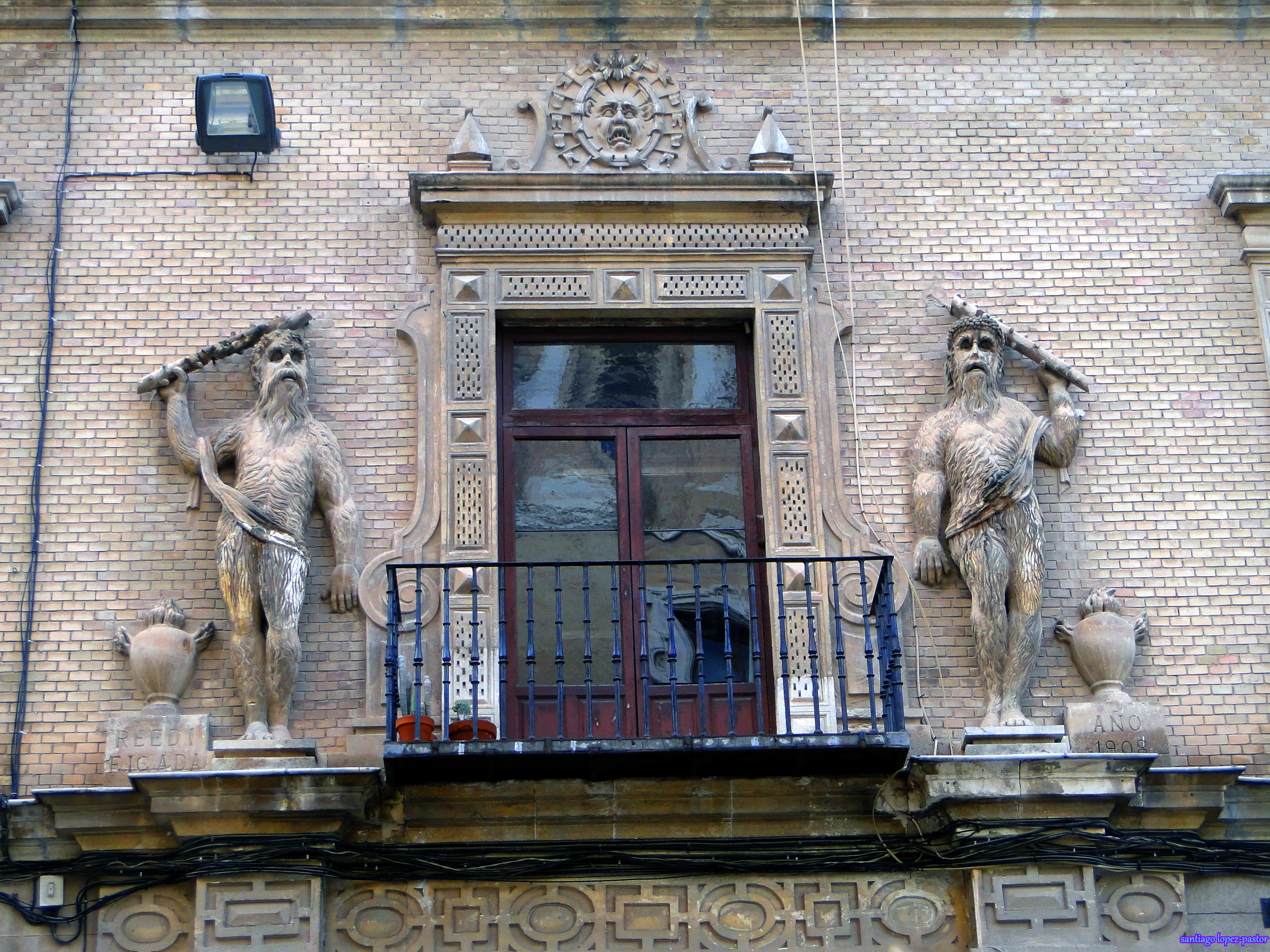
"Salvajes" de la portada del palacio Almodóvar

Se trata de un edificio con elementos del bajo Renacimiento. Se entiende como una reacción contra el ideal de belleza clásica y una complicación laberíntica tanto en lo formal (línea serpentinata, anamorfosis, exageración de los movimientos, los escorzos, las texturas, los almohadillados, alteración del orden en los elementos arquitectónicos) como en lo conceptual (forzando el decorum y el equilibrio alto-renacentistas, una "violación de la figura"), que prefigura el "exceso" característico del barroco.
Se puede identificar en la portada las estatuas de los gigantes como motivo heráldico. Estos gigantes, que aparecen a cada lado del balcón principal, simbolizan la figura del "salvaje", un elemento barroco que se heredó del mito renacentista del buen salvaje.